# 참을 수 없는
"참을 수 없는"은 2010년에 개봉한 대한민국의 영화이다.

## 캐스팅
- 추자현 : 지흔 역
- 정찬 : 명원 역
- 한수연 : 경린 역
- 김흥수 : 동주 역
- 김도영 : 편집장 역
- 정영기 : 진우 역
- 박성택 : 조폭 1 역
- 하은설 : 간호사 역
- 장혁진 : 아르바이트 매니저 역
- 정기섭 : 형사 역
- 장항준 : 장 작가 역 (특별출연)
- 안녕바다 (특별출연)